# روآن رین (مجموعه‌کتاب)
کتاب‌های روون
کتاب‌های روون نوشتهٔ امیلی رودا یا جنیفر رو می‌باشد. جنیفر روو نویسندهٔ استرالیایی به سال ۱۹۴۸ متولد شد. بسیاری از داستان‌های او در صدر لیست پرفروش‌ترین کتابهای کودکان استرالیا قرار دارند. او اولین کتابش را (چیزی استثنایی) در سال ۱۹۸۴ دومین کتابش (خوک‌ها پرواز می‌کنند) را در سال ۱۹۸۶ چاپ کرد. وی همچنین فیلم‌نامه فیلم murder call را نوشته است. در ایران انتشارات افق و انتشارات بنفشه برخی از کتاب‌های این نویسنده را (از جمله سری کتاب‌های در جستجوی دلتورا و روون) به فارسی چاپ کرده‌اند. جنیفر روو، در آثاری که برای کودکان می‌نویسد از نام مستعار امیلی رودا استفاده می‌کند، اما در آثار معمولی‌اش از نام اصلی خود بهره می‌گیرد.
اثر وی روون است که درچهار جلد (روون پسری از رین) (روون و کولی‌ها) (روون و نگهبان کریستال) و (روون و زباک‌ها) می‌باشد یکی از معروف‌ترین و پر طرفدارترین کتابهای امیلی رودا مجموعهٔ (دلتورا) است که از سه مجموعه به نام‌های (در جستجوی دلتورا)، (سرزمین سایه‌های دلتورا) و (اژدهایان دلتورا) تشکیل شده است.
اما به بررسی کتاب و آشنایی بیشتر با این کتاب و شخصیت اصلی آن یعنی روون نگهبان بوکشاها می‌پردازیم و داستان‌های متفاوتی که در این سری کتاب‌ها شاهد آن هستیم. در ابتدای جلد اول ما با شخصیت‌هایی که در این کتاب با آن سروکار خواهیم داشت از قبیل مارلی، جیلر، الون، جان قوی، وال و الیس و… آشنا می‌شویم. روون کودکی ترسو است که به قول شبا جادوگر دهکدهٔ افسانه‌ای داستان کودکی ریغو و آب دماغو است که حتی از سایهٔ خودش هم می‌ترسد و چندان از لحاظ بدنی هم قوی نیست که به مادرش در کارهای مزرعه کمک کند و همه او را کودکی منزوی و ترسو می‌شناسند اما شجاعت وی با سفر با شش فرد شجاع و قوی دهکده آغاز می‌شود. جایی که او تنها می‌تواند با نقشه‌ای که تنها در دست او محتوایش ظاهر می‌شود، راهنمای سفر باشد. این هفت نفر برای حل مشکل انسداد آب دهکده به نهر بالای دهکده می‌روند و خطری به نام اژدها که افسانه‌ای در خیال مردم دهکده هست، در انتظار آن‌ها می‌باشد یا اینها تنها افسانه هستند. در این بین پیشگویی جادوگر دهکده حالتی رمزی و معمایی به داستان می‌دهد و ذهن خوانندگان را در چهار جلد کتاب درگیر می‌کند و این عنصر شاید قوی‌ترین عامل هیجان و زیبایی داستان‌های روون باشد.
فضاسازی و فضاپردازی از سوی مؤلف به شکل زیبا و خلاقانه‌ای صورت گرفته است. کارن جمی سون در مجلهٔ «هورن بوک» در وصف داستان می‌گوید که این داستان ماجراجویانه با بهترین طرح به نگارش درآمده است و یک داستان خیالی و فانتزی جذاب دیگر برای نوجوانان است. در این داستان این خواننده هست که باید به عمق فضاپردازی‌های زنده و پرتخیل گستردهٔ امیلی رودا (جنفیر رو) پی ببرد و حتی با خلاقیت خود رنگ و لعابی به دنیای روون از نگاه و تخیل خود ببخشد.
شخصیت پردازی داستان بسیار قوی بوده است و خواننده به راحتی می‌تواند به جز روون که شخصیت اصلی داستان هست با سایر شخصیت‌های داستانی به خوبی ارتباط برقرار کند. همچنین نویسنده به خوبی شرح حال‌های مختصری را در فی بین کتاب از آن‌ها در اختیار خواننده قرار می‌دهد تا با سرزمین رین که چهار داستان کتاب در آن رخ می‌دهند، آشنا شوند. تمامی داستان‌های در پیرامون این دهکده و رازها و سرگذشت و تاریخ آن است. حملهٔ زباک‌ها.. نگهبان کریستال.. داستان کولی‌ها و…
در کل داستان‌های روون از زیبایی و جذابیت بالایی برخوردارند که مسلماً ادامهٔ آن طرفداران زیادی خواهد داشت.